# Tohi d'Oaxaca
Aimophila notosticta
Espèce
Statut de conservation UICN

 LC  : Préoccupation mineure
Le Tohi d'Oaxaca (Aimophila notosticta) est une espèce de passereaux de la famille des Passerellidae.

## Répartition géographique
Il est endémique de l'État mexicain d'Oaxaca.